# Джефф Мадріґалі
Джефф Мадріґалі (англ. Jeff Madrigali, 1956) — американський яхтсмен.
Бронзовий призер Олімпійських Ігор 1996 року в класі Солінґ.